# Il Castello di Atlante

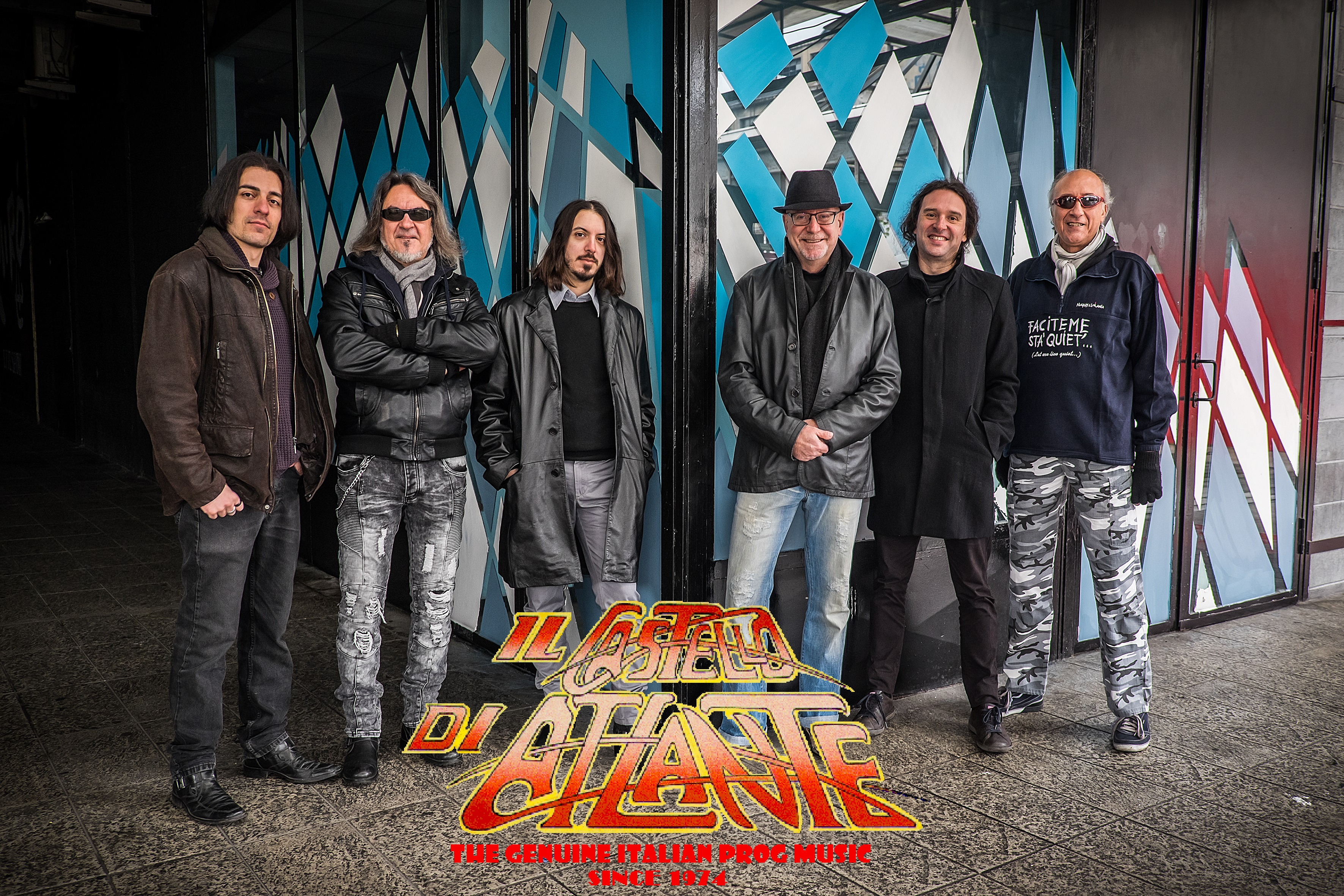
Grupo Il Castello di Atlante, 2018

Il Castello di Atlante é um grupo italiano de rock progressivo.

## História
O grupo se formou em Vercelli no fim de 1974 como Hydra contendo Giorgio Lobascio na guitarra, tomando o nome atual em 1975, ainda que no primeiro concerto tenha utilizado o nome de Stato d'Allarme e alcançando uma formação estável após o ingresso de Aldo Bergamini como cantor solista e guitarrista, com uma boa atividade concertística sobretudo local. Um cassete promocional, La guerra dei topi, foi registrado naqueles primeiros anos. A formação em cinco durou até 1982, com a ajuda de músicos hóspedes, entre os quais o tecladista Vittorio Pallavicini e o guitarrista David Rampone.
Em 1983, o flautista Marchiori deixou o grupo, continuando a segui-lo, porém, como técnico de som. Já os outros quatro gravaram um segundo demo-tape, Semplice... ma non troppo, além de um 45 rotações realizado privadamente em fevereiro de 1983, quando o novo componente, Roberto Giordano, nos teclados, havia se unido ao elenco.
O grupo continuou a tocar em nível menor durante os anos 1980, produzindo em 1986, uma terceira fita, Passo di danza, e somente um trio composto por Bergamini, Fiore e Ferrarotti mantiveram vivo o nome da banda nos anos por causa dos empenhos de trabalho dos outros.
O renascimento oficial do Castello di Atlante adveio no início dos anos 1990, graças ao interesse da Vinyl Magic e do tecladista do Arti & Mestieri, Beppe Crovella, com a realização do álbum de estreia, Sono il signore delle terre a nord.
O segundo álbum de 1994, Passo dopo passo, é em realidade uma compilação de velhas gravações, seja em estúdio ou ao vivo. O disco contém também gravações ao vivo dos anos 1970, mas a capa não contém detalhes sobre datas. O terceiro álbum L'ippogrifo veio no mesmo ano.
Outros discos do início do novo decênio incluem, em 2001, o Come il seguitare delle stagioni, que também foi o único LP em vinil e em CD, e em 2004, Quintessenza. Em 2006, um álbum ao vivo, Concerto Acustico, gravado durante o Novara Art Rock Acustico do mesmo ano. Em 2008, a última produção, um disco intitulado Tra le antiche mura, foi apresentado durante o tour japonês.

## Formação
1975-1982
- Aldo Bergamini (guitarra, teclado, voz)
- Massimo Di Lauro (violino, teclado)
- Giampiero Marchiori (flauta)
- Dino Fiore (baixo)
- Paolo Ferrarotti (bateria, voz)

1982-2000
- Marchiori substituído por
- Roberto Giordano (teclado, voz)

2001
- Fiore substituído por
- Franco Fava (baixo)

2007
- Fava substituído de novo por
- Dino Fiore (baixo)

## Discografia

### LP
- 2001 - Come il seguitare delle stagioni (Electromantic, ARTLP 2002)

### CD
- 1992 - Sono io il signore delle terre a nord (Vinyl Magic, VM NP 003)
- 1994 - Passo dopo passo (Vinyl Magic, VM 045) gravações em estúdio e live 1976-84
- 1994 - L'ippogrifo (Vinyl Magic, VM NP 013)
- 2001 - Come il seguitare delle stagioni (Electromantic, ART 402)
- 2004 - Quintessenza (Electromantic, ART 112)
- 2006 - Concerto acustico (Electromantic, ART 417) gravações do concerto em Novara Art Rock Acustico de 2006
- 2008 - Tra le antiche mura (Electromantic, ART 504)